# L.A. Confidential (Film)
L.A. Confidential ist ein US-amerikanischer Spielfilm im Stil des Neo-Noir aus dem Jahr 1997, der auf James Ellroys Roman Stadt der Teufel basiert und bei dem Curtis Hanson die Regie führte. Das Drama wird auch dem Kriminal- oder Gangsterfilm zugeordnet.

## Handlung
Los Angeles, 1953: Mickey Cohen, der gefürchtetste Gangster-Boss in Hollywood, kommt wegen Steuerhinterziehung ins Gefängnis. Cohens ehemalige Handlanger sowie Kriminelle aus dem ganzen Land versuchen, seine Nachfolge anzutreten und das große Geschäft mit Drogen zu machen. Dabei werden sie reihenweise von einem geheimnisvollen Unbekannten und seinen Männern aus dem Weg geräumt.
Als auf der Männertoilette des Cafés The Nite Owl in Hollywood sechs Menschen, darunter ein Polizist, tot aufgefunden werden, machen sich drei Ermittler des LAPD, die unterschiedlicher nicht sein könnten, daran, den Mord aufzuklären: Der ehrgeizige junge Detective Lieutenant Ed Exley hat hohe moralische Vorstellungen und möchte, wie einst sein hochdekorierter Vater, bei der Polizei von Los Angeles Karriere machen. Sein Vater war im Dienst von Unbekannten erschossen worden. Der geltungssüchtige Sergeant Jack Vincennes bessert dagegen sein Gehalt unter anderem als technischer Berater der Polizei-Fernsehserie Badge of Honor und als geheimer Informant des Skandal-Magazins Hush-Hush auf. Der impulsive und zupackende Officer Wendell „Bud“ White war der ehemalige Partner des ermordeten Polizisten und sieht insbesondere bei Gewalt gegen Frauen rot.
Die Ermittlungen in dem Fall, der als „Nite-Owl-Massaker“ im ganzen Land bekannt wird, verlaufen zunächst erfolgreich: Drei jugendliche Afroamerikaner werden als Tatverdächtige ermittelt und durch Indizien schwer belastet. Nach einem erfolgreichen Fluchtversuch aus dem Polizeirevier werden sie von Ed Exley gestellt und erschossen. Dafür erhält er die Verdienstmedaille „Medal of Valor“, und der Fall gilt offiziell als abgeschlossen.
Bald beginnt jedoch Bud White und wenig später auch Ed Exley, an der Schuld der drei Jugendlichen zu zweifeln. Unabhängig voneinander nehmen beide die Ermittlungen wieder auf. Als Ed Exley mitbekommt, dass auch Bud White der Ansicht ist, die wahren Mörder seien noch in Freiheit, überredet er Jack Vincennes, ihn zu unterstützen. Bei ihren Nachforschungen dringen Exley und Vincennes immer tiefer in den Hexenkessel von Los Angeles ein, einen Sumpf aus Mord, Drogen und Korruption, in dem sie die Bekanntschaft mit dem undurchsichtigen Geschäftsmann Pierce Patchett machen, der einen Callgirl-Ring mit Doppelgängerinnen namhafter Hollywood-Schauspielerinnen betreibt, darunter auch das Veronica-Lake-Double Lynn Bracken, die eine Beziehung mit White eingeht.
Exley bemerkt, dass er White unterschätzt hat, da dieser den Kollegen immer einen Schritt voraus zu sein scheint. Er findet – wie White zuvor – die versteckte Leiche eines ehemaligen Polizisten. Schnell wird ihnen klar, dass nicht nur Patchett dahintersteckt, sondern dass auch Leute aus den eigenen Reihen beteiligt sein müssen. Als Vincennes bei Polizeichef Dudley Smith Informationen über den toten Polizisten einholen will, wird er von diesem erschossen. Sterbend flüstert er Smith noch den Namen „Rollo Tomasi“ zu. Vincennes weiß, dass Rollo Tomasi nur ein Pseudonym für den Mann ist, der Exleys Vater im Dienst getötet hat, wobei klar wird, dass er Smith für den Schuldigen hält.
Smith dagegen erwähnt gegenüber Exley, Vincennes habe auf das falsche Pferd gesetzt, und erwähnt den Namen Rollo Tomasi. Exley wird hellhörig und ermittelt, dass die beiden getöteten Polizisten und Smith früher gemeinsame Sache gemacht hatten. Ihm wird klar, dass Smith als Strippenzieher gemeinsam mit Pierce Patchett versuchte, die Kontrolle über die gesamte Unterwelt zu erlangen.
Als Lynn Bracken von Exley aufgesucht wird, der versucht, sie nach Bud White auszufragen, verführt sie ihn, um zu verhindern, dass er White dazwischenfunkt. Bud White erfährt jedoch davon durch eine von Smith konstruierte Intrige, in die Sid Hudgens, der windige Herausgeber des Skandal-Magazins Hush-Hush, verwickelt ist. Hudgens wird von Smith und seinen Komplizen gefoltert und anschließend ermordet. Bud White wiederum schlägt in seiner Wut Lynn und verprügelt seinen vermeintlichen Konkurrenten Exley. Exley kann White aber schließlich davon überzeugen, dass Smith darauf gehofft hat, White würde Exley töten. Gemeinsam beginnen sie, an der Aufklärung des Geschehens zu arbeiten.
Beide werden durch fingierte Funksprüche in eine Falle gelockt, überleben aber den Showdown. White rettet Exley das Leben, wird dabei jedoch schwer verwundet. Exley erschießt unter Missachtung seiner eigenen Moralvorstellungen Captain Dudley Smith von hinten, als sich abzeichnet, dass dieser sich aus der Sache herauswinden könnte. Um die Polizei nicht für Jahre in Verruf zu bringen, wird der Skandal um Smith jedoch nicht aufgedeckt. So wird dieser in der Zeitung neben Exley, der seine zweite Verdienstmedaille bekommt, als Held dargestellt.
Ed Exley bekommt die öffentliche Anerkennung, er geht als Held aus dem Fall hervor. Bud White, der noch nicht vollständig wiederhergestellt ist, begleitet Lynn in ihre Heimatstadt Bisbee, Arizona.

## Entstehungsgeschichte
| Figur                     | Darsteller       | Deutscher Sprecher     |
| ------------------------- | ---------------- | ---------------------- |
| Det. Sgt. Jack Vincennes  | Kevin Spacey     | Till Hagen             |
| P. O. (Det.) „Bud“ White  | Russell Crowe    | Tobias Meister         |
| Det. Lt. „Ed“ Exley       | Guy Pearce       | Philipp Moog           |
| Capt. Dudley L. Smith     | James Cromwell   | Franz Rudnick          |
| Lynn Bracken              | Kim Basinger     | Evelyn Maron           |
| Sid Hudgens               | Danny DeVito     | Klaus Jepsen           |
| Pierce Morehouse Patchett | David Strathairn | Hans-Jürgen Dittberner |

James Ellroy hatte sein so genanntes „L.A. Quartett“ 1987 mit dem Roman Black Dahlia begonnen, der 2006 verfilmt wurde. Der dritte Teil der Tetralogie über das Hollywood der 1940er und 1950er Jahre, Stadt der Teufel, wurde 1997 mit sehr großem kommerziellen und künstlerischen Erfolg von Curtis Hanson unter dem Titel L.A. Confidential verfilmt. Die Verfilmung von James Ellroys komplexer Romanvorlage war ein langgehegtes Wunschprojekt von Hanson, der zuvor durch seine Thriller Die Hand an der Wiege (1992) und Am wilden Fluß (1993) aufgefallen war. Hanson wurde dabei als Koproduzent das Privileg eingeräumt, L.A. Confidential frei nach seinen eigenen Vorstellungen zu drehen, ohne besondere Auflagen oder die Verpflichtung von obligatorischen Stars. „Ich hatte bislang keine Freiheit, die Filme so zu besetzen, wie ich wollte, ich musste Szenen schneiden, andere Musik nehmen, mitansehen, wie Marketing-Leute den Film falsch verkauften“, so Hanson.
Hauptdarsteller Russell Crowe wurde aufgrund seiner Schauspielleistung in dem australischen Drama Romper Stomper (1992) ausgewählt. Sowohl der Neuseeländer Crowe als auch der Australier Guy Pearce wurden gegen die Einwände des Filmstudios Warner Bros. engagiert, das für die Besetzung eines kalifornischen Sittengemäldes der 1950er Jahre amerikanische Schauspieler favorisiert hatte. Ursprünglich war für die Rolle der Lynn Bracken das Ex-Bond-Girl Izabella Scorupco vorgesehen, sie lehnte die Rolle jedoch ab.
Eigentlich war Komponist Elmer Bernstein für die Erstellung der Filmmusik vorgesehen, doch er wurde später durch seinen Kollegen Jerry Goldsmith ersetzt. Die deutschen Stimmen sind zum Teil entgegen den Standardstimmen besetzt. Russell Crowe hat hier noch nicht seine standardmäßige Synchronstimme von Thomas Fritsch. Er wird in diesem Film von Tobias Meister gesprochen, der unter anderem Brad Pitt seine Stimme leiht. Danny de Vito wird hier von Klaus Jepsen gesprochen, entgegen seiner nachfolgenden Standardstimme Klaus Sonnenschein.

## Kritiken
Der Film erhielt äußerst positive Kritiken, was sich auch in den Auswertungen US-amerikanischer Aggregatoren widerspiegelt. So erfasst Rotten Tomatoes fast ausschließlich wohlwollende Besprechungen und ordnet den Film dementsprechend als „Zertifiziert Frisch“ ein. Metacritic ermittelt aus den vorliegenden Bewertungen „Allgemeines Kritikerlob“. Und They Shoot Pictures, Don’t They? zählt den Film zu den angesehensten Werken der Filmgeschichte.

„[Die] einzigartige und atemberaubende Liebeserklärung an den klassischen Film noir […] ist der besten Romane nicht nur Ellroys würdig, sondern auch seiner Vorgänger Ross MacDonald, Dashiell Hammett und Raymond Chandler.“

„Eine kongeniale Verfilmung des Kriminalromans von James Ellroy, angesiedelt im Los Angeles der frühen 50er Jahre, der letzten Blütephase des alten Hollywood, aber auch einem Hexenkessel aus Korruption, Drogenhandel, Medienklüngel und Prostitution. Der inszenatorisch wie thematisch eindrucksvolle Film stürzt sich kopfüber in ein Chaos aus Gewalt und menschlicher Verworfenheit, wobei seine kolportagehafte Färbung adäquat dem erzählerischen und thematischen Entwurf entspricht.“

„Fernab von Mainstream-Konventionen, mit wachsamem Auge auf Ton, Stil, Charakterisierung und Ausstattung des Kinos der fünfziger Jahre entwirft Curtis Hanson ein komplexes Bild vom durch Korruption und Mord gebeutelten Nachkriegs-L.A. Aus den verstrickten Handlungsfäden des James Ellroy L.A.-Romans bastelt der Regisseur ein aufregend-spannendes Neo-Noir-Puzzle.“

„Die Geburt eines Klassikers!“

„Hört sich anstrengend an, hat aber seine kurzweilige Komponente.“

„kompliziert, aber nicht verwirrend […] als Erinnerung an die Freuden wirklich anziehender Narration im alten Hollywood-Stil.“

„versunken in die Atmosphäre und die Sagen des Film noir […] und nimmt diese Werte ernst […] die Wendungen sind deswegen so klar, weil die Figuren scharf konturiert sind“

„Das Kinopublikum heutzutage ist dermaßen unbrauchbar, dass der Triumph von Anstand und Moral in L.A. Confidential einigen Kinobesuchern als zu konventionell vorkommen wird.“

„Kevin Spacey, Russell Crowe und Kim Basinger sind ideal besetzt und spielen atemberaubend. Fazit: Einen so teuflischen Sog hatte der Westküstenmoloch seit Chinatown nicht mehr.“

## Auszeichnungen
1998 zählte L.A. Confidential mit neun Nominierungen zum Favoritenkreis der Oscar-Verleihung, zog aber gegen James Camerons Mammutprojekt Titanic den Kürzeren. Dennoch gewann der Film zwei Oscars: Kim Basinger wurde für ihr Porträt einer Edelprostituierten mit dem Oscar als beste Nebendarstellerin ausgezeichnet und Curtis Hanson und Brian Helgeland bekamen den Preis für das beste adaptierte Drehbuch.

### Oscar 1998
- Beste Nebendarstellerin (Kim Basinger)
- Bestes adaptiertes Drehbuch

Nominiert in den Kategorien
- Bester Film
- Beste Regie
- Bester Ton
- Beste Musik
- Bester Schnitt
- Beste Kamera
- Beste Ausstattung

### British Academy Film Award 1998
- Bester Schnitt
- Bester Ton

Nominiert in den Kategorien
- Bester Film
- Beste Regie
- Bester Hauptdarsteller (Kevin Spacey)
- Beste Hauptdarstellerin (Kim Basinger)
- Bestes adaptiertes Drehbuch
- Beste Musik
- Beste Kamera
- Beste Ausstattung
- Beste Kostüme
- Bestes Make-Up/Haarstyling

### Golden Globe Awards 1998
- Beste Nebendarstellerin (Kim Basinger)

Nominiert in den Kategorien
- Bester Film (Drama)
- Beste Regie
- Bestes Drehbuch
- Beste Filmmusik

### Weitere
- Internationale Filmfestspiele von Cannes 1997
  - nominiert für die Goldene Palme als bester Film
- Bodil 1998
  - Bester amerikanischer Film
- Chicago Film Critics Association Award 1998
  - bestes Drehbuch
- Directors Guild of America Award 1998
  - nominiert für die beste Regie
- Edgar Allan Poe Awards 1998
  - Bester Film
- Empire Awards 1998
  - Bester Hauptdarsteller (Kevin Spacey)
- Golden Satellite Awards 1998
  - Bestes Drehbuch
- Los Angeles Film Critics Association Awards 1997
  - Bester Film
  - Beste Regie
  - Bestes Drehbuch
  - Beste Kamera
- National Board of Review Awards 1997
  - Bester Film
  - Beste Regie
- National Society of Film Critics Awards 1998
  - Bester Film
  - Beste Regie
  - Bestes Drehbuch
- New York Film Critics Circle Awards 1997
  - Bester Film
  - Beste Regie
  - Bestes Drehbuch
- Online Film Critics Society Awards 1998
  - Bester Film
  - Bestes Drehbuch
- Screen Actors Guild Awards 1998
  - Beste Nebendarstellerin (Kim Basinger gemeinsam mit Gloria Stuart für Titanic)
  - nominiert in der Kategorie Bestes Schauspielensemble